# گوگل کد جم

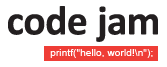
لوگوی گوگل کد جم

گوگل کد جم (به انگلیسی: Google Code Jam) یک رقابت برنامه‌نویسی بین‌المللی به میزبانی و مدیریت گوگل است. این رقابت نخستین بار در سال ۲۰۰۳ به‌عنوان ابزاری برای تشخیص بهترین مهندس‌های بااستعداد برای کار بالقوه در گوگل آغاز شد. این رقابت شامل مجموعه‌ای از چالش‌های الگوریتمی می‌شود که باید در مدت زمان معین حل شوند. رقابت‌کنندگان می‌توانند از هر زبان برنامه‌نویسی و محیط توسعه برای رسیدن به راه‌حل‌شان استفاده کنند.
در سال ۲۰۰۸، بیش از ۱۱٫۰۰۰ نفر از بیش از ۱۲۸ کشور برای جایزهٔ نقدی بالغ بر ۸۰٫۰۰۰ دلار، ازجمله یک جایزهٔ برتر ۱۰٫۰۰۰ دلاری شرکت کردند.

## برندگان گذشته
| مسابقه | کشور رقابت‌کنندگان نهایی            | رقابت‌کنندگان | جایگاه اول          | جایگاه دوم          | جایگاه سوم         |
| ------ | ---------------------------------- | ------------ | ------------------- | ------------------- | ------------------ |
| ۲۰۱۹   | سان فرانسیسکو، ایالات متحده آمریکا | ۶۰۰۰۰+       | Gennady Korotkevich | Makoto Soejima      | Andrew He          |
| ۲۰۱۸   | تورنتو، کانادا                     | ۳۰۰۰۰        | Gennady Korotkevich | Kamil Debowski      | Makoto Soejima     |
| ۲۰۱۷   | دوبلین، ایرلند                     | ۲۵,۲۸۹       | Gennady Korotkevich | Konstantin Semenov  | Vladislav Epifanov |
| ۲۰۱۶   | نیویورک، ایالات متحده آمریکا       | ۲۷,۱۷۰       | Gennady Korotkevich | Kevin Atienza       | Egor Kulikov       |
| ۲۰۱۵   | سیاتل، ایالات متحده آمریکا         | ۲۳,۲۹۶       | Gennady Korotkevich | Makoto Soejima      | Bruce Merry        |
| ۲۰۱۴   | لس آنجلس، ایالات متحده آمریکا      | ۲۵٬۴۰۰+      | Gennady Korotkevich | Evgeny Kapun        | Yuzhou Gu          |
| ۲۰۱۳   | لندن، بریتانیا                     | ۲۱٬۲۰۰+      | Ivan Metelsky       | Vasil Bileckiy      | Vladislav Isenbaev |
| ۲۰۱۲   | نیویورک، ایالات متحده آمریکا       | ۲۰٬۶۱۳       | Jakub Pachocki      | Neal Wu             | Michal Forišek     |
| ۲۰۱۱   | توکیو، ژاپن                        | ۱۴٬۳۹۷       | Makoto Soejima      | Ivan Metelsky       | Jakub Pachocki     |
| ۲۰۱۰   | دوبلین، جزیره ایرلند               | ۱۲٬۰۹۲       | Egor Kulikov        | Erik-Jan Krijgsman  | Sergey Kopeliovich |
| ۲۰۰۹   | مانتین ویو، ایالات متحده آمریکا    | ۱۰٬۰۰۰+      | Tiancheng Lou       | Zichao Qi           | Yoichi Iwata       |
| ۲۰۰۸   | مانتین ویو، ایالات متحده آمریکا    | ۱۱٬۰۰۰+      | Tiancheng Lou       | Zeyuan Zhu          | Bruce Merry        |
| ۲۰۰۶   | نیویورک، ایالات متحده آمریکا       | ?            | Petr Mitrichev      | Ying Wang           | Andrey Stankevich  |
| ۲۰۰۵   | مانتین ویو، ایالات متحده آمریکا    | ?            | Marek Cygan         | Erik-Jan Krijgsman  | Petr Mitrichev     |
| ۲۰۰۴   | مانتین ویو، ایالات متحده آمریکا    | ?            | Sergio Sancho       | Po Ruh Loh          | Reid Barton        |
| ۲۰۰۳   | مانتین ویو، ایالات متحده آمریکا    | ?            | Jimmy Mårdell       | Christopher Hendrie | Eugene Vasilchenko |

## نتایج بر پایهٔ کشور
| کشور                | جایگاه اول | جایگاه دوم | جایگاه سوم |
| ------------------- | ---------- | ---------- | ---------- |
| بلاروس              | ۷          | ۱          | ۰          |
| چین                 | ۲          | ۳          | ۱          |
| روسیه               | ۲          | ۲          | ۷          |
| لهستان              | ۲          | ۱          | ۱          |
| ژاپن                | ۱          | ۱          | ۲          |
| آرژانتین            | ۱          | ۰          | ۰          |
| سوئد                | ۱          | ۰          | ۰          |
| ایالات متحده آمریکا | ۰          | ۲          | ۱          |
| هلند                | ۰          | ۲          | ۰          |
| کانادا              | ۰          | ۱          | ۰          |
| اوکراین             | ۰          | ۱          | ۰          |
| فیلیپین             | ۰          | ۱          | ۰          |
| آفریقای جنوبی       | ۰          | ۰          | ۲          |
| اسلواکی             | ۰          | ۰          | ۱          |